# Rituparno Ghosh

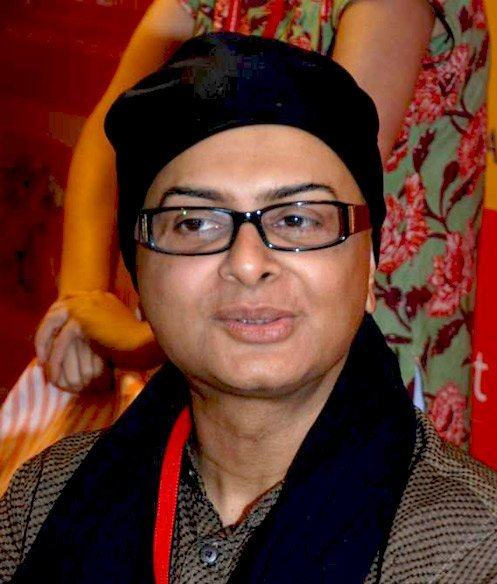
Rituparno Ghosh beim Mumbai Academy of the Moving Image (MAMI)-Festival 2010

Rituparno Ghosh (bengalisch ঋতুপর্ণ ঘোষ Ṛtuparṇa Ghoṣ; * 31. August 1963 in Kalkutta, Westbengalen; † 30. Mai 2013 ebenda) war ein indischer Filmregisseur des bengalischen Films.

## Leben
Ghosh wuchs in Kolkata auf und studierte Wirtschaftswissenschaft. Er begann zunächst Werbefilme zu drehen und hatte sein Spielfilmdebüt 1992 mit dem Low-Budget-Kinderfilm Hirer Angti. Bereits mit seinem zweiten Film Unishe April wurde die Filmkritik auf ihn aufmerksam und er gewann für diesen Film 1995 seinen ersten National Film Award. Seither hat er mit Dahan, Utsab, Chokher Bali und Raincoat mehrere Erfolgsfilme gedreht. Seine Filme behandeln familiäre und gesellschaftliche Beziehungen. Wegen seiner scharfen Beobachtung der indischen Gesellschaft sahen bereits manche einheimische Kritiker in Ghosh einen Nachfolger Satyajit Rays. Ghosh war offen schwul und gilt als indische LGBT-Ikone. Durch seine künstlerische Arbeit versuchte er, Homosexualität und die Lebensbedingungen Homosexueller in Indien auszudrücken und zu manifestieren.
Chokher Bali (2003) mit der Schauspielerin Aishwarya Rai brachte Ghosh erneut ins Rampenlicht des indischen Films. Rais Stimme wurde hierfür auf Bengalisch synchronisiert. Der Streifen war 2003 für den Goldenen Leoparden des Internationalen Filmfestivals von Locarno nominiert.
Ghosh, der an einer Erkrankung der Bauchspeicheldrüse litt, starb an einem Herzinfarkt in seinem Haus in Kalkutta.

## Filmografie
- 1992: Hirer Angti
- 1994: Unishe April (National Film Award/Bester Film)
- 1997: Dahan (National Film Award/Beste Hauptdarstellerin)
- 1999: Bariwali (NETPAC-Preis[3] des Forums der Berlinale, Kiron Kher – National Film Award/Beste Hauptdarstellerin, Best Narrative Award beim 43. San Francisco International Film Festival)
- 1999: Asukh
- 2000: Utsab (National Film Award/Beste Regie)
- 2002: Titli
- 2003: Shubho Mahurat (National Film Award/Bester Film in Bengalisch)
- 2003: Chokher Bali
- 2004: Raincoat (National Film Award/Bester Film in Hindi)
- 2005: Antar Mahal
- 2006: Dosar
- 2007: The Last Lear
- 2008: Khela
- 2009: Abohomaan
- 2009: Shob Charitro Kalponik
- 2010: Aarekti Premer Golpo
- 2011: Mumbai Cutting (Abschnitt „Urge“)
- 2011: Kashmakash
- 2012: Chitrangada